# Ка де Курти (Ређо Емилија)
Ка де Курти је насеље у Италији у округу Ређо Емилија, региону Емилија-Ромања.
Према процени из 2011. у насељу је живело 10 становника. Насеље се налази на надморској висини од 439 м.